# فرویو (تنسی)
فرویو(به انگلیسی: Fairview) شهری در ایالت تنسی کشور ایالات متحده آمریکا است که جمعیت آن در سرشماری سال ۲۰۱۰ میلادی، ۷٬۷۲۰ نفر بوده‌است.